# Bibracte intermedia
Bibracte intermedia är en insektsart som beskrevs av Willemse, C. 1931. Bibracte intermedia ingår i släktet Bibracte och familjen gräshoppor. Inga underarter finns listade i Catalogue of Life.